# زينة نصار
زينة نصار؛ ملاكمة ألمانية محترفة من أصول لبنانية . وهي حاملة اللقب الحالي في برلين . فازت ببطولة النخبة الألمانية للسيدات في فئة الوزن التي يصل وزنها إلى 57 كجم عام 2018.  ساهمت زينة نصار في تغيير القواعد الحالية لمباريات الملاكمة في ألمانيا وصار بإمكان الملاكمات المحجبات المنافسة.   